# 조지 N. 네이즈
조지 N. 네이즈(George N. Neise, 1917년 2월 16일 ~ 1996년 4월 14일)는 미국의 배우, 텔레비전 배우이다.
시카고에서 태어났으며 로스앤젤레스에서 사망하였다. 사인은 암이다.

## 방송
- 페리 메이슨

## 영화
- 맨발의 경영자 (1971년)
- 온 어 클리어 데이 유 캔 씨 포에버 (1970년)
- 테니스 신발을 신은 컴퓨터 (1969년)
- 가이드 포 더 메리드 맨 (1967년)
- 페넬로피 (1966년)
- 배트맨 - 66년 TV 시리즈 (1966년) - 초등학교 여 선생님 역
- 투 원 어 길러틴 (1965년)
- 브레인스톰 (1965년)
- 호간의 영웅들 (1965년)
- 아윌 테이크 스웨덴 (1965년)
- 루킹 포 러브 (1964년)
- 길리건의 섬 (1964년)
- 미스터 에드 (1961년)
- 나의 세 아들 (1960년)
- 추격 (1959년)
- 선셋 77번가 (1958년)
- 조로 (1957년)
- 페리 메이슨 (1957년)
- 디즈니랜드 (1954년)
- 마이 드림 이즈 유어스 (1949년)
- 위험한 실험 (1944년)
- 데이 갓 위 컨버드 (1943년)
- 에어 포스 (1943년)